# Burg Hohnstein (Sächsische Schweiz)
Die Burg Hohnstein befindet sich im gleichnamigen Ort Hohnstein in der Sächsischen Schweiz im Freistaat Sachsen. Von den ehemals zahlreichen rechtselbischen Burgen in der Sächsischen Schweiz ist Hohnstein die einzige erhaltene.

## Lage
Die auf einem Sandsteinfelsen über dem Polenztal thronende Felsenburg ist das Wahrzeichen der Kleinstadt. Sie liegt auf einer harten Sandsteinplatte 140 m über dem Polenztal. Der Zugang zur Burg ist nur über den Marktplatz möglich.

## Geschichte
Die Burg Hohnstein entstand im Zuge der bäuerlichen Ostkolonisation um 1200 als Verwaltungszentrum einer Grundherrschaft mit zugehörigen Dörfern im Wassereinzugsgebiet der Polenz. Damals entstanden innerhalb weniger Jahrzehnte in dem bis dahin unbesiedelten Markenwald zwischen den slawisch besiedelten Gauen Nisani (Elbweitung zwischen Pirna und Dresden), Milsca (Bautzener Land) und Daciane (Elbweitung bei Tetschen) aus wilder Wurzel eine Vielzahl neuer Waldhufendörfer, d. h. eine Kulturlandschaft, so wie wir sie heute kennen.
Siedlungsführer waren Ministeriale und reichsunmittelbare Adelige, die für die Dorfgründungen auf Vertragsbasis Lokatoren verpflichteten. Weitere Grundherrschaftsburgen im Umfeld von Hohnstein waren u. a. Radeberg, Stolpen, Schwarzberg, Winterstein, Schönbuch, Schluckenau, Wehlen und Königstein. Die erste urkundliche Erwähnung Hohnstein erfolgte am 22. August 1317, als dort die Brüder Friedrich, Hermann u. Viecko v. Schönburg ein Schenkungsurkunde besiegelten. Der Nachweis, dass die Burg und Herrschaft damals in Besitz der Herren von Schönburg war, ergibt sich aus einer Urkunde vom 28. Dezember 1319, als Hermann von Schönburg sich mit Borso von Riesenburg wegen offener Geldschulden und Schadensersatzforderungen nicht einigen konnten und die offene Sache dem Landrichter auf den Tag zu Pirna am 23. Januar 1320 zur Klärung übergaben., Hermann von Schönburg setzte für sein Nichterscheinen sein Haus zu „Hohnstein“ als Pfand. Sein zuständiger Burghauptmann Albert von Lutitz sollte es dem von Riesenburg übergeben, bis er sein Versprechen erfülle. Hohnstein (und vermutlich auch das benachbarte Schwarzberg mit zugehörigen Dörfern im Wassereinzugsgebiet der Sebnitz) war ein Eigengut der reichsunmittelbaren Herren von Schönburg, bis es im August 1353 die Herren von Berka von der Duba erwarben und als Lehen dem böhmischen König Karl IV. einbrachten. Die bis dahin böhmischen edelfreien Berka von der Duba wurden damit Vasallen der Krone Böhmens. Hohnstein war zu keinen Zeitpunkt eine Grenzfeste.
Das Wappen der Berka von der Duba mit gekreuzten Eichenästen ziert den Durchgang zum zweiten Hof. 1443 verloren die Berken von der Dubá das Anwesen durch Tausch- und Kaufgeschäfte, nun erstmals unter ihrem Namen erwähnt, an Kursachsen unter Friedrich dem Sanftmütigen, es blieb aber bis 1806 böhmisches Lehen. Die Wettiner gingen von hier aus auf die Jagd und zum Lachsstechen. Im frühen 16. Jahrhundert konnten sich die Schönburger hier kurzzeitig im Elbsandsteingebirge festsetzen, doch überließen sie Hohnstein 1543 in einem Tauschgeschäft Herzog Moritz.
In den folgenden Jahrhunderten diente die Burg wechselnd als Verwaltungssitz (kurfürstliches Amt) sowie Gerichtsstand und Gefängnis. Die ursprünglich aus Holz errichteten Anlagen wurden im 17. und 18. Jahrhundert allmählich durch die heutigen Steinbauten ersetzt und widerstanden 1639 sogar erfolgreich einer schwedischen Belagerung.
Die Burg diente nach Auflösung des Amtssitzes 1861 unter anderem als „Männerkorrektionsanstalt“, ab 1919 als Jugendgefängnis.
Der Sächsische Landtag beschloss im September 1924, die Anlage dem Reichsverband Deutscher Jugendherbergen zur Verfügung zu stellen. Im April 1926 wurde die Burg als  Jugendherberge (Jugendburg) eröffnet. Mit 1000 Übernachtungsplätzen war Burg Hohnstein zu dieser Zeit die größte Jugendherberge in Deutschland. In den Jahren 1926 und 1927 zählte die Burg 2.357 Ferienlagergäste, 1.258 Lehrgangsgäste, 18.696 Tagungsgäste und 2.357 Teilnehmer verschiedener Feiern.
Nach dem Ort und der Burg Hohnstein ist auch die Puppenbühne Hohnsteiner Kasper benannt, die 1928 in der Burg erste Aufführungen veranstaltete.
In den Jahren 1933/34 wurde in der Burg das Konzentrationslager Hohnstein für sogenannte „Schutzhäftlinge“ (etwa 5.600 politische Gefangene) eingerichtet. Ab 1935 diente die Anlage wieder als Reichsjugendherberge der Hitlerjugend. Im Zweiten Weltkrieg war ein Kriegsgefangenenlager in der Burg untergebracht. Anfangs diente die Burg als Gefangenenlager (Oflag) für 800 polnische und danach auch französische Offiziere, später als Stalag IV/4 für jugoslawische und sowjetische Kriegsgefangene.
Nach Kriegsende diente die Burg als Zuflucht für Flüchtlinge, bevor sie 1949 wieder zur Jugendherberge wurde. Die größte Jugendherberge der DDR erhielt 1951 den Ehrennamen Ernst Thälmann verliehen. 1953 wurde hier auch das Naturwissenschaftliche Nationalmuseum für Geologie, Botanik, Zoologie, Ökologie der Landschaft eingerichtet.
Bis 1947 gehörte die Burg Hohnstein zum Eigentum des Freistaates Sachsen und gelangte anschließend als Volkseigentum in die Verwaltung des Kreises Sebnitz.
Zum Ende der DDR-Zeit gab es 1987 seitens des Ministeriums für Staatssicherheit Pläne, in der Burg Hohnstein ein Internierungslager für bis zu 890 Gegner der SED-Herrschaft einzurichten.
Nach der Deutschen Wiedervereinigung verblieb die Burg Hohnstein im Eigentum des Landkreises Sebnitz (ab 1994 Landkreis Sächsische Schweiz, ab 2008 Landkreis Sächsische Schweiz-Osterzgebirge). Seitens des Denkmalschutzes wurde die Anlage nicht als überregional bedeutsam eingestuft, so dass keine Übernahme durch die staatliche Schlösserverwaltung des Freistaates Sachsen erfolgte.
Der Landkreis Sächsische Schweiz verpachtete die Burg Hohnstein 1996 an den Verein Häuserwerk des Vereins Deutsche Naturfreunde e. V., der hier das 1953 eingerichtete Museum sowie eine Jugendherberge mit rund 160 Betten betrieb und Räumlichkeiten für Feiern und Events vermietete. Ein Gebäude wurde dem Verein später als Erbbaurecht übergeben. Der Verein musste jedoch 2007 Insolvenz anmelden, dadurch konnten notwendige Investitionen in die Gebäudesubstanz nicht ausgeführt werden, so dass sich der bauliche Zustand verschlechterte. 2017 konnte ein Teil der Gebäude nur noch unter Auflagen oder gar nicht mehr bewirtschaftet werden. Ab Januar 2018 übernahm die Stadt Hohnstein den Betrieb der Burg.
Eine Ende 2018 erstellte Machbarkeitsstudie empfahl die Weiterentwicklung der Burganlage als Beherbergungsstätte unter Stärkung der Eigenmarke als Burg Hohnstein und die Beibehaltung der öffentlichen Nutzung. Im Sommer 2019 erfolgte zwischen der Stadt Hohnstein, dem Landkreis Sächsische Schweiz-Osterzgebirge und dem Freistaat Sachsen die Unterzeichnung einer Absichtserklärung zur umfassenden Sanierung der Burganlage.
Im August 2024 begann die Sanierung des Burggartens als erster Bauabschnitt der geplanten Gesamtsanierung. Die Sanierung des ersten Bauabschnitt soll Ende 2025 abgeschlossen werden. Die Kosten belaufen sich auf 4,2 Millionen €. Parallel erfolgt die Vorbereitung der Sanierung der Gebäudesubstanz der Burg, die sich allerdings zeitlich bis nach 2030 erstrecken soll. Die Sanierungskosten der Gesamtanlage werden auf ca. 45 Millionen € geschätzt (Stand 2024).

## Galerie

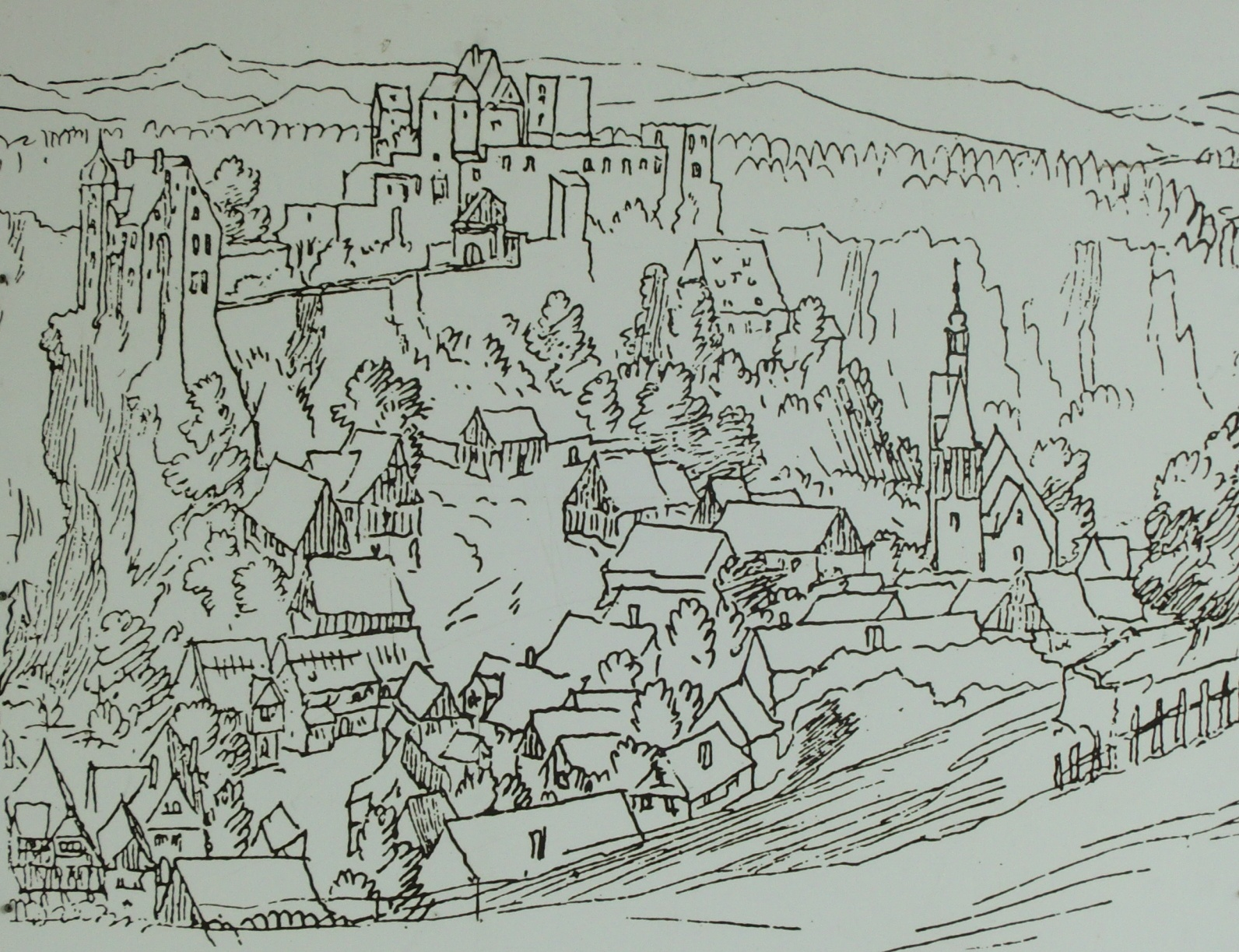
Ansicht von Burg und Stadt Hohnstein nach 1630
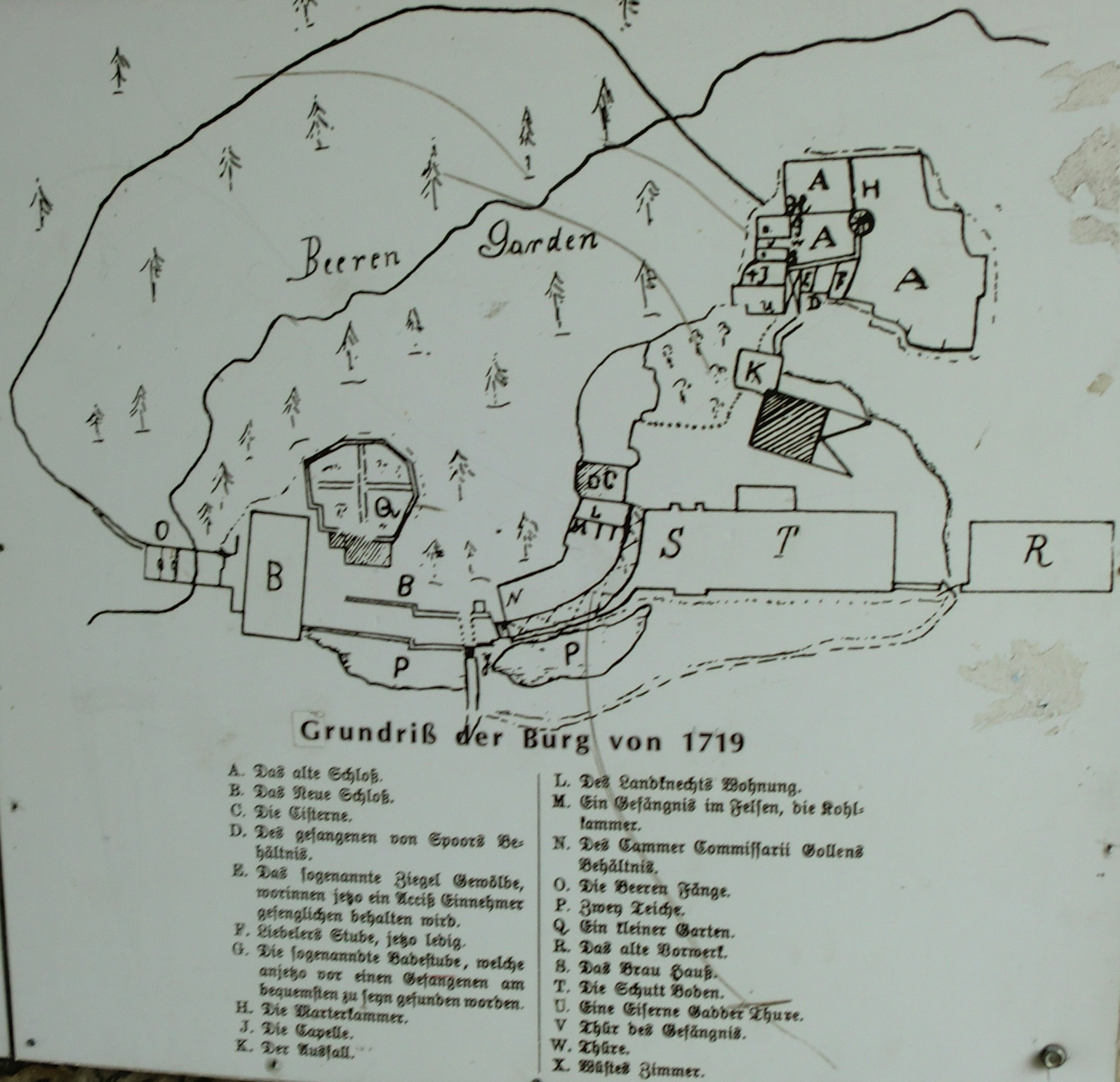
Zeichnung der Burg von 1719 mit Beschriftung der Gebäude
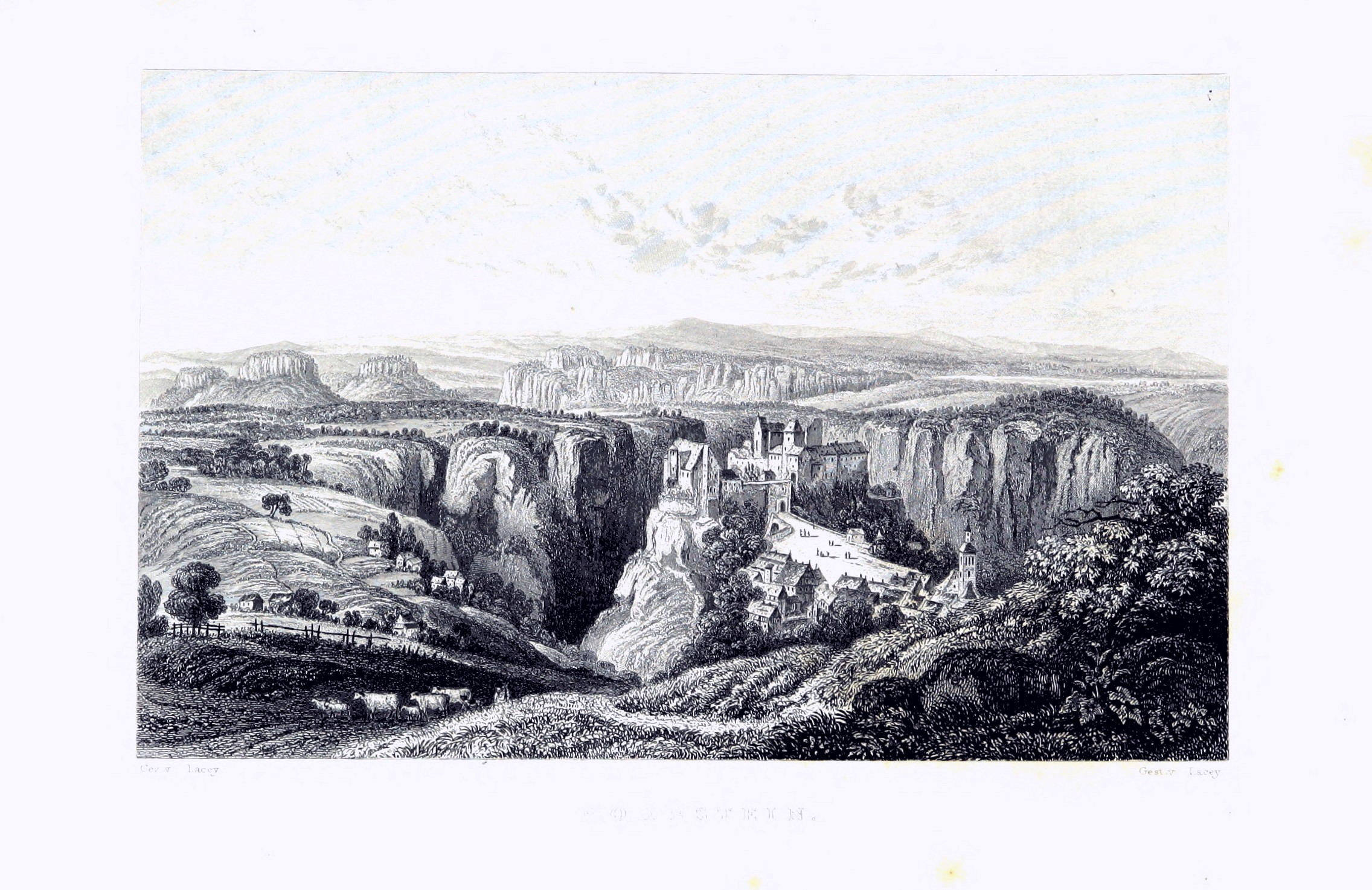
Burg Hohnstein um 1844
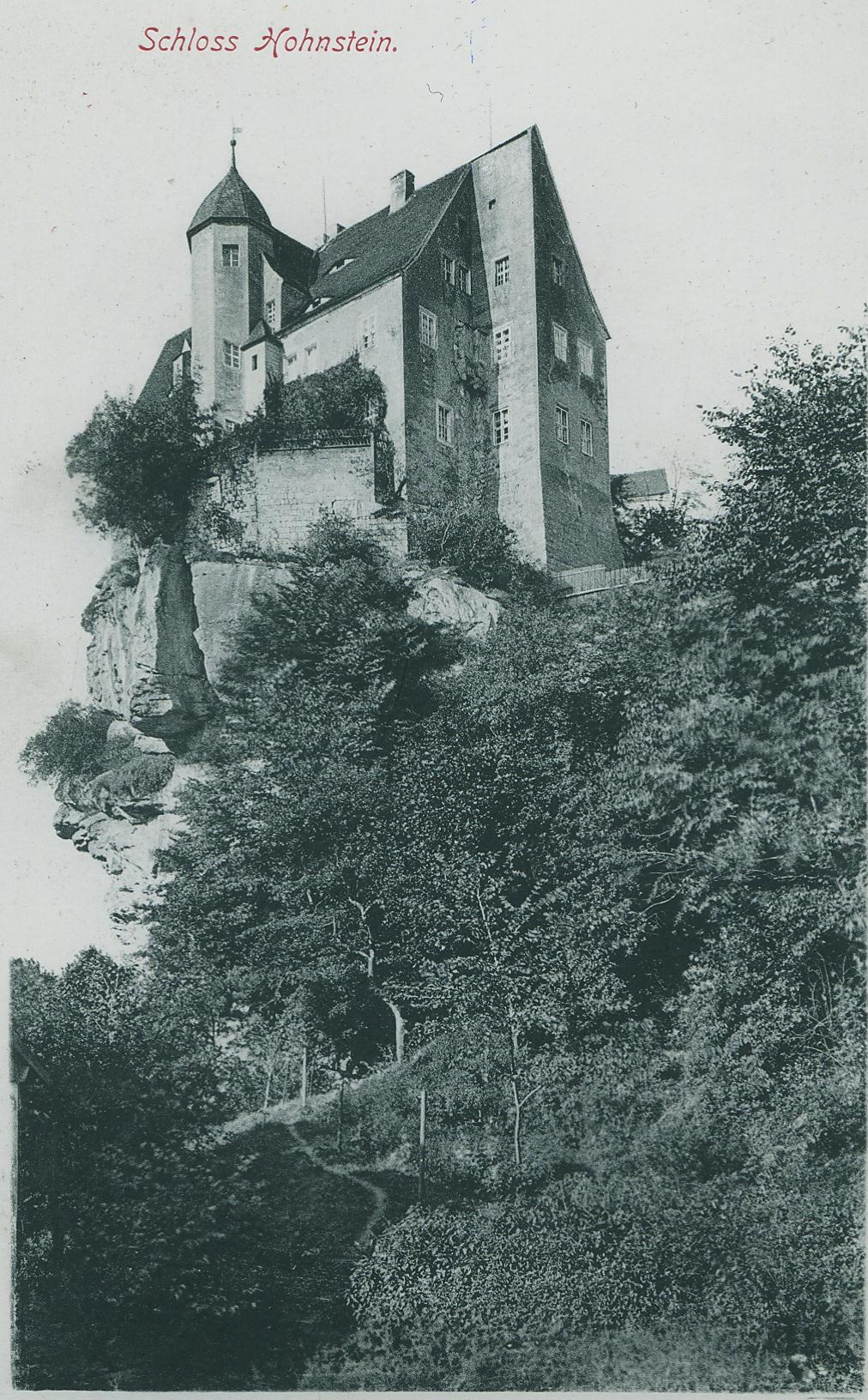
Das Renaissanceschloss Anfang des 20. Jahrhunderts
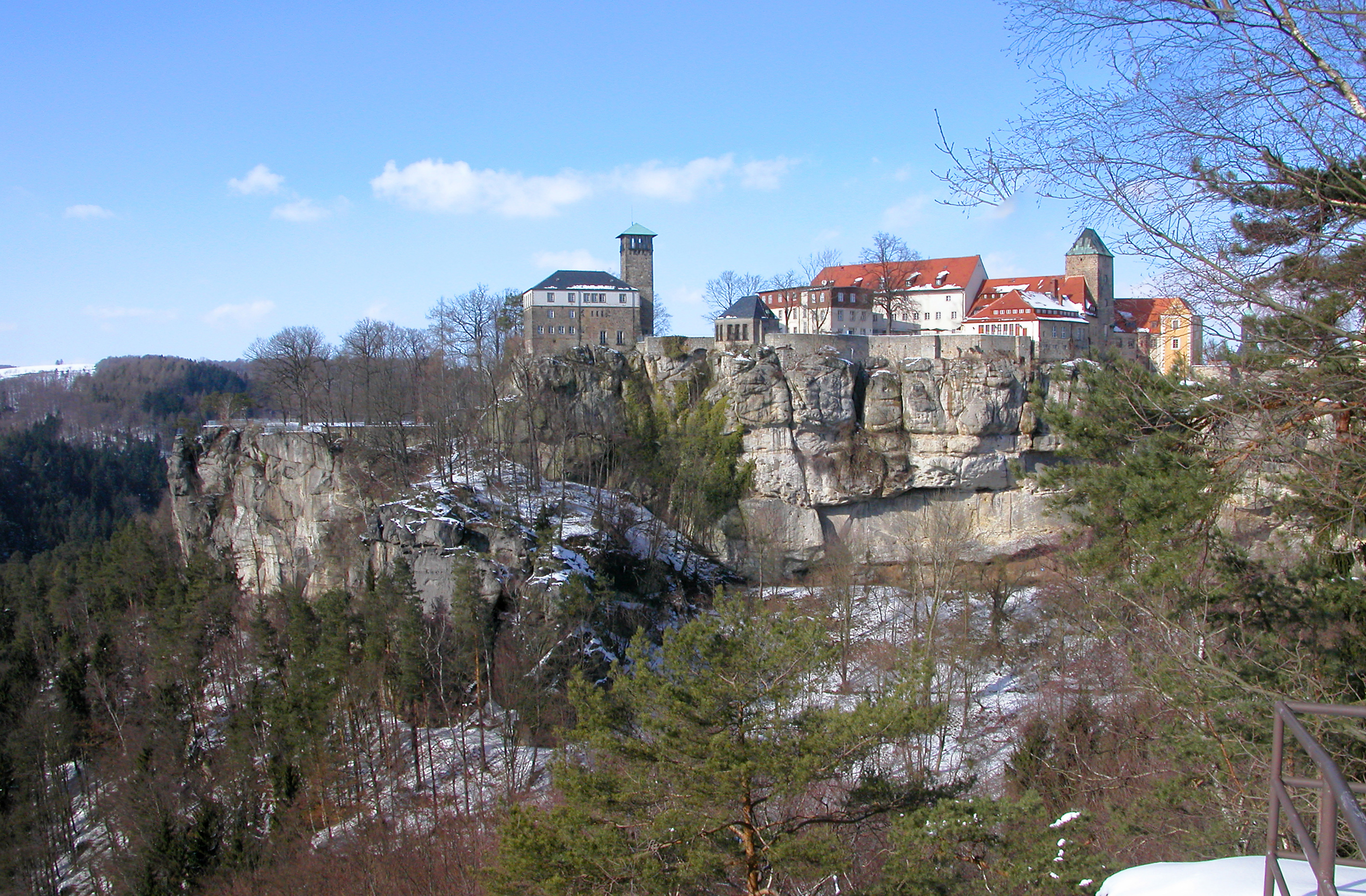
Blick vom sogenannten Ritterfelsen über den Bärengarten zur Burg
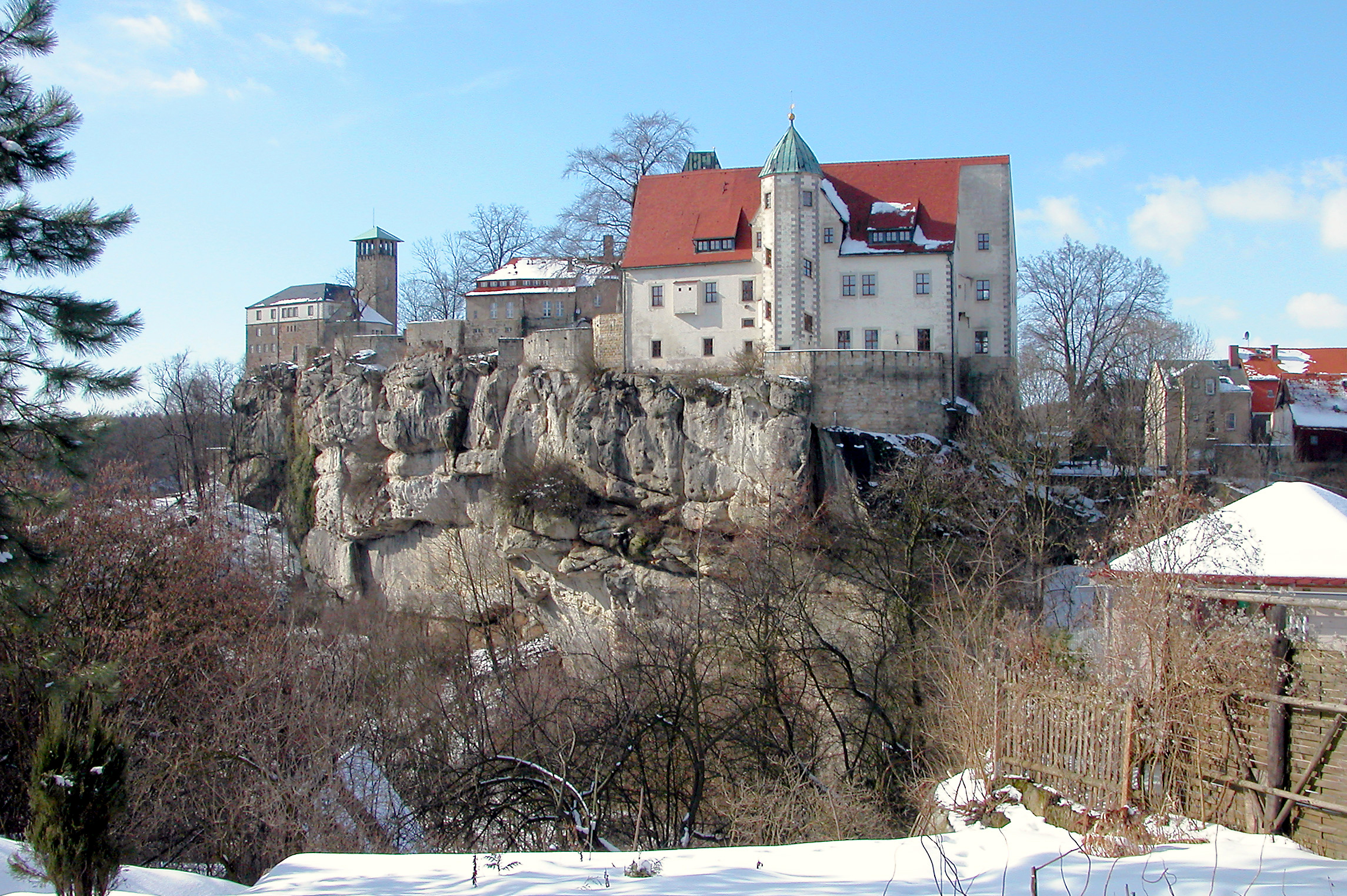
Links die mittelalterliche Burg, rechts das Renaissanceschloss von 1550
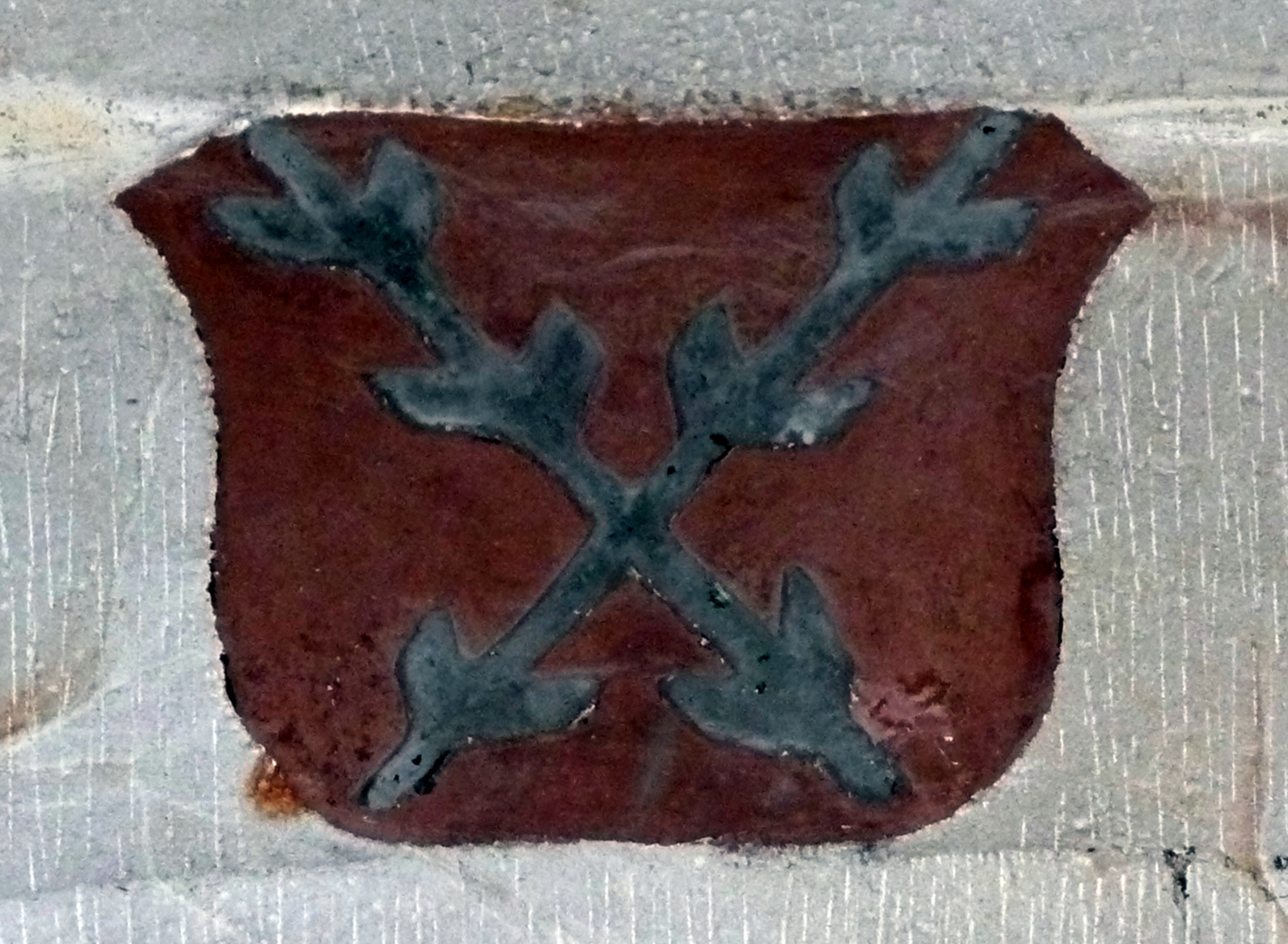
Wappen der Berka von Dubá und Lipa über dem Durchgang zum zweiten Hof
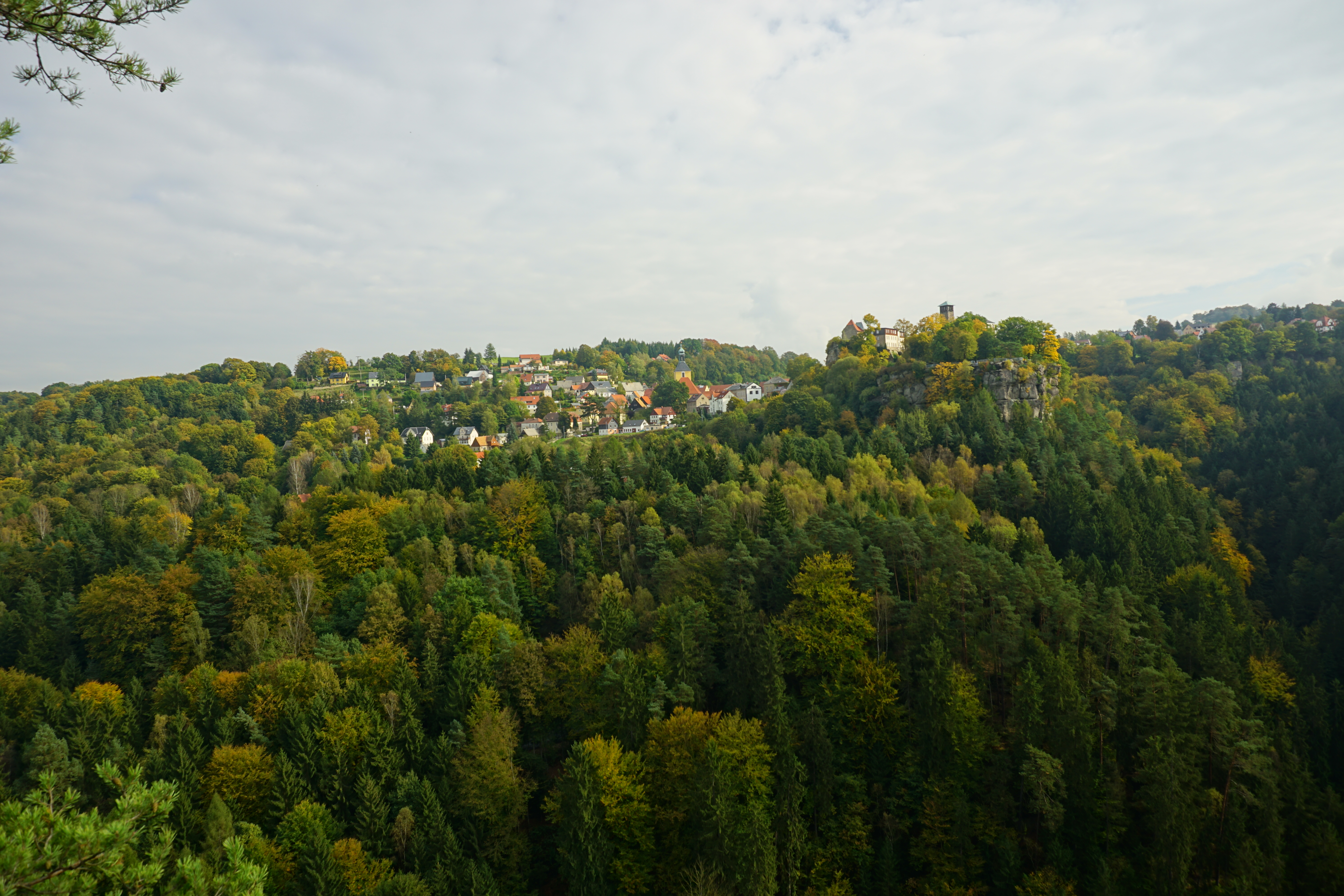
Blick über das tief eingeschnittene Polenztal zum Ortskern von Hohnstein und zur Burg